# Sportisimo
SPORTISIMO s.r.o. je český maloobchodní řetězec sportovního vybavení se sítí více než 200 prodejen po celé Evropě. Drží pozici největšího prodejce sportovní obuvi, oblečení a pomůcek v Česku a na Slovensku. V roce 2022 mělo Sportisimo prodejny v Česku, Slovensku, Rumunsku, Maďarsku, Bulharsku a Chorvatsku a e-shop na většině středoevropských trhů. Sportisimo se zaměřuje nejvíce na rodiny s dětmi. Ve své nabídce má většinu světových sportovních značek, ale i vlastní licencované značky.

## Historie
Sportisimo založili v roce 2000 jako společnost s ručením omezeným dva čeští obchodníci vietnamského původu – Thai Ngoc Nguyen a Son Do Hong. První prodejnu otevřeli na podzim roku 2001 v Mladé Boleslavi. Do konce roku 2005 vzrostl počet poboček na pět. Výrazným milníkem byl rok 2008, kdy se majitelé rozhodli expandovat na Slovensko (do Nitry a Popradu) a zároveň spustili první verzi e-shopu Sportisimo.cz. V oblasti prodeje sportovní výbavy se jednalo o jeden z prvních e-shopů v České republice.
V roce 2011 Sportisimo poprvé zvítězilo v anketě Obchodník roku mezi prodejci se sportovním vybavením. Roku 2015 došlo k další expanzi prodejen, a to do Rumunska. Nová éra Sportisima započala v roce 2016 vstupem investorů, kteří si dali za cíl vybudovat moderního prodejce se sportovní výbavou západního typu. Po dlouholeté spolupráci (od roku 2001) koupilo Sportisimo společnost Picollo Sport, která vyrábí produkty značky Loap. Ve stejném roce přišla další expanze sítě prodejen, tentokrát do Maďarska.
V průběhu let 2020–2021 došlo k výraznému zvýšení podílu tržeb plynoucích z e-shopu, protože prodejny fungovaly v omezeném režimu z důvodu celosvětové koronavirové krize. Celkově ovšem pandemie negativně zasáhla také Sportisimo, které se potýkalo s nedostatkem zboží a muselo rušit objednávky.
Jubilejní 200. prodejna Sportisima v Evropě byla otevřena na konci roku 2021 v českém Bohumíně. V letech 2021–2022 firma přesunula centrální sklad z Rudné u Prahy do Ostravy – Hrušova. Sportisimo do něj investovalo přes 1 miliardu Kč, od investice si slibovalo výrazné zlepšení logistiky. Kromě středoevropského a východoevropského trhu se majitelé rozhodli expandovat také na jih – v roce 2022 prodejce spustil e-shop v Chorvatsku, kde plánuje také prodejny.

## Majitelé
Sportisimo založili čeští obchodníci vietnamského původu Do Hong Son a Thai Ngoc Nguyen – oba s podílem 50 %. Do Hong Son přišel do Československa v roce 1980 a vystudoval ČVUT v Praze. Po studiích se stal jedním z podnikatelů v kontroverzní vietnamské nákupní zóně Sapa (Praha-Libuš). O šest let mladší Thai Ngoc Nguyen přišel do Prahy krátce před revolucí, vystudoval mezinárodní obchod na VŠE v Praze, a kromě dlouholetého působení jako CEO Sportisima také působí jako podnikatel v pražské Sapě.
V roce 2016 od Do Hong Sona odkoupil velkou část firmy Martin Kúšik, bývalý člen společnosti Penta, a svůj podíl do roku 2020 navýšil na cca 80 %. Společně s Kúšikem vstoupil do Sportisima i jeho spolupracovník z Penty Pavel Vajskebr.
SPORTISIMO s. r. o. je podle rejstříku firem k roku 2022 vlastněno společností Sportisimo holding, s. r. o., jejímiž společníky jsou z 80 % firma Liferoad a.s. a z 20 % firma HSTN Europe s.r.o.